# Chiến tranh Anh–Miến thứ nhất
Chiến tranh Anh–Miến thứ nhất (tiếng Anh: First Anglo-Burmese War, tiếng Miến Điện: ပထမ အင်္ဂလိပ် မြန်မာ စစ်; [pətʰəma̰ ɪ́ɴɡəleiʔ mjəmà sɪʔ]) diễn ra từ ngày 5 tháng 3 năm 1824 đến ngày 24 tháng 2 năm 1826. Cuộc chiến tranh diễn ra dưới thời Toàn quyền Ấn Độ William Amherst, Bá tước thứ nhất của Amherst, với mục đích nhắm vào quyền soát vùng Đông Bắc Ấn Độ thông qua việc sáp nhập Assam, nhưng sau lan rộng tràn vào lãnh thổ Miến Điện. Cuộc chiến kết thúc với quân Anh toàn thắng; Anh từ đó kiểm soát Assam, Manipur, Kachari và Jaintia cũng như hai xứ Arakan và Tenasserim của Miến. Triều đình Miến Điện còn phải chịu bồi thường chiến phí 1 triệu bảng Anh và mở cửa thông thương, cho thương nhân người Anh vào buôn bán.
Đây là cuộc chiến tranh dài nhất và tốn kém nhất trong lịch sử của xứ Ấn Độ thuộc Anh. Mười lăm nghìn binh sĩ Âu-Ấn tử trận. Đối với Miến Điện thì số thương vong còn lớn hơn, cả thường dân lẫn quân sĩ bị thiệt hại nặng.
Về mặt tài chính, chính phủ Anh phải chi khoảng 5-13 triệu bảng (khoảng 18,5-48 tỷ đô la Mỹ theo thời giá 2006) cho cuộc chiến; đây là nguyên nhân chính gây ra cuộc khủng hoảng kinh tế nghiêm trọng ở xứ Ấn Độ vào năm 1833.
Đối với Miến Điện, chiến cuộc đánh dấu bước ngoặt của thời kỳ kéo dài ngót 50 năm bị thực dân chi Anh xâm lấn và cuối cùng mất độc lập về tay người Anh. Triều Konbaung trước đó từng đe dọa thế lực của Anh ở Ấn Độ nhưng kể từ cuộc chiến này trở đi, Miến triều suy yếu dần và bị loại hẳn; Anh bình định được dải biên giới đông bắc. Một hậu quả nghiêm trọng đối với vua quan Miến Điện là áp lực kinh tế để trả khoản bồi thường chiến phí 1 triệu bảng Anh (khoảng 5 triệu dollar Mỹ lúc ấy). Đó là khoản tiền rất lớn đương thời khiến ngay một quốc gia Âu châu cũng phải chật vật lắm mới tài trợ được. Chính phủ Anh sau đó mở hai cuộc chiến tranh nữa đánh Miến Điện (Chiến tranh Anh-Miến thứ nhì và thứ ba), đến năm 1885 thì thôn tính hẳn nước Miến.

## Nguyên nhân
Cuối thế kỷ 18 đầu thế kỷ 19, nhà Kongbaung theo đuổi chính sách bành trướng đối với các nước láng giềng và cuối cùng khiến họ xung đột với quân Anh ở Ấn Độ.
Miến Điện đã chinh phạt và chiếm đóng Arakan vào năm 1784, khiến cho biên giới Miến Điện sát với Ấn Độ thuộc Anh. Việc quân Miến Điện tàn phá Arakan và bắt người Arakan làm nô lệ lao động tại một số công trình ở Miến Điện đã làm nổ ra các khởi nghĩa và dẫn tới một lượng lớn người tụ nạn tràn qua biên giới sang Ấn Độ. Ví dụ, năm 1798, một người Arakan là Nga Than Dè đã lãnh đạo 1 vạn người Arakan dời bỏ tổ quốc chạy sang Ấn Độ. Phía Miến Điện coi những người tỵ nạn này vừa là phiến loạn vừa là tài sản của mình, nên đã thực hiện các cuộc cướp phá qua biên giới sang lãnh thổ Ấn Độ.
Bắt đầu từ năm 1817, Miến Điện xâm lược Assam ở Đông Bắc Ấn Độ. Vào năm 1822, quân Miến Điện thực tế đã kiểm soát Assam và cũng giống như ở Arakan, người dân và các lực lượng khởi nghĩa ở Assam đã bỏ bản quán đi tỵ nạn.
Năm 1819, vua Bagyidaw lên ngôi, Đại Vương hậu Nanmadaw Me Nu và họ hàng thân thích của bà có quyền lực lớn và ảnh hưởng đáng kể trong triều đình. Họ không chỉ là những người có năng lực mà đôi khi còn thể hiện quyền lực vượt trội. Tuy nhiên, lại không quan tâm đến tình hình quốc tế bên ngoài Miến Điện và chỉ quá xem trọng sức mạnh nội tại Miến Điện. Quan điểm triều đính Miến Điện dựa trên niềm tin và sự tự tin rằng Miến Điện có thể can thiệp bất kỳ quốc gia nào theo ý muốn.
Khi vua Bagyidaw tổ chức lễ đăng quang, việc vua Manipur không tham dự được người Miến xem là hành động bất kính và chống đối. Để dạy một bài học, quân Miến Điện đã được phái đến tấn công Manipur. Maharaja của Manipur, Marjit Singh, với hàng nghìn người đi theo, đã chạy trốn sang vùng lân cận Kachari. Trong cơn hoảng sợ vua Kachari, đã bỏ chạy đến lãnh thổ của người Anh gần đó để cầu cứu.
Vua Kachari, Govindachandra Narayan, đã tìm kiếm sự hỗ trợ từ cả người Anh lẫn Miến Điện. Người Anh, lo sợ rằng Miến Điện có thể mở rộng ảnh hưởng ở vùng Kachari và Jaintia, bắt đầu cảm thấy bị đe dọa. Nếu hai vùng đất này rơi vào tay Miến Điện, nguy cơ Miến Điện tiến vào Bengal sẽ trở nên hiện hữu. Do đó, người Anh nhanh chóng tuyên bố Kachari và Jaintia là các lãnh thổ thuộc sự bảo hộ từ Anh.
Trong thời gian đó, vấn đề biên giới ở Rakhine đã làm bùng lên căng thẳng không thể tránh khỏi giữa người Anh và người Miến Điện. Một nhóm thợ săn voi thuộc Công ty Đông Ấn Anh đã vượt biên vào lãnh thổ mà người Miến Điện coi là đất Miến. Kết quả, những người này bị quân Miến Điện bắt giữ và sau đó Miến Điện đã tăng cường kiểm soát tại khu vực cửa sông Naf.
Người Anh cũng triển khai một đơn vị nhỏ trên đảo Shahpori, nằm ở cửa sông Naf. Vào tháng 9 năm 1823, quân Miến Điện tấn công và chiếm giữ đảo Shahpori. Phó vương Ấn Độ, Huân tước Amherst, đã yêu cầu chính quyền Miến Điện trả lại đảo Shahpori và tiến hành đàm phán để xác định rõ ràng biên giới. Tuy nhiên, khi hai quan chức Anh được cử đến để giải quyết tranh chấp biên giới, họ đã bị quân Miến bắt giữ. Đồng thời, quân Miến còn mở rộng tấn công vào khu vực Kachari.
Lúc này, sau khi chiến thắng trong các cuộc chiến tranh với Napoleon và củng cố vị thế trên toàn cầu tiềm lực quân sự Anh đã vượt xa so với trước. Ở Ấn Độ, Anh đã giành chiến thắng buộc người dân Ấn Độ chấp nhận quyền lực mà không còn phản kháng mạnh mẽ. Vì vậy, khi người Miến Điện bắt đầu gây sức ép, người Anh ngay lập tức phản ứng.
Vào ngày 5 tháng 3 năm 1824, Anh chính thức tuyên chiến với Miến Điện, mở đầu cuộc chiến tranh Anh-Myanmar lần thứ nhất.

## Trước cuộc chiến

### Kế hoạch quân Anh
Quân Anh tin tưởng mạnh mẽ vào sức mạnh vượt trội so với Miến Điện. Đồng thời cũng cho rằng tình hình nội bộ Miến Điện yếu kém hơn vẻ bề ngoài. Ví dụ, nếu chiến tranh xảy ra giữa Anh và Miến Điện, người Xiêm (Ayutthaya) có thể nhân cơ hội trả thù Miến Điện ngay lập tức.
Hơn nữa, người Anh cho rằng người Môn sẽ đón nhận người Anh như những người giải phóng, giúp họ thoát khỏi Miến Điện cai trị. Tương tự, người Rakhine cũng được dự đoán sẽ phản ứng theo cách này, coi người Anh là những người bảo vệ và đồng minh. Những giả định này làm tăng thêm tự tin từ quân Anh trong việc đối đầu với Miến Điện.
Lập luận của người Anh phần nào đúng. Người Rakhine không có lòng trung thành với triều đình Miến Điện và nhận thức rõ ràng rằng người Anh có sức mạnh vượt trội hơn, đủ khả năng chiến thắng trong cuộc chiến. Vì lý do đó, người Rakhine sẵn sàng hợp tác với người Anh, đến mức họ thậm chí còn tham gia vào việc thành lập một lực lượng quân sự người Rakhine dưới sự chỉ đạo của Anh. Tuy nhiên, người Rakhine với mục tiêu chính là đánh đuổi người Miến Điện ra khỏi lãnh thổ của họ. Sau khi đạt được điều này, người Rakhine cũng không mong muốn bị cai trị bởi người Anh. Điều này cho thấy rằng, dù có hợp tác với Anh, người Rakhine vẫn khao khát giữ lại quyền tự trị cho chính mình.
Người Môn ở miền Nam dường như đã chấp nhận cai trị từ vua Myanmar, sau khi nhận ra rằng việc nổi dậy chống lại người Miến chỉ mang lại tổn thất về thời gian, sức lực và sinh mạng. Như việc quan cai trị Môn tại khu vực Thanlyin (Syriam) đã kết thân với vua Myanmar bằng cách gả con gái mình cho nhà vua. Tuy nhiên, điều này không có nghĩa là họ hoàn toàn trung thành. Người Môn vẫn giữ thái độ chờ đợi và quan sát. Chỉ đến khi họ nhận thấy rõ ràng rằng quyền lực Miến Điện đã suy yếu đáng kể, họ mới cân nhắc việc tìm kiếm sự giúp đỡ từ người Anh. Trước thời điểm đó, họ không sẵn sàng hợp tác với người Anh hoặc tham gia bất kỳ nỗ lực nào nhằm lật đổ Miến Điện.
Vương quốc Ayutthaya rất mong muốn tận dụng cơ hội để thu lợi nếu người Anh chiến thắng trong cuộc chiến với Miến Điện. Tuy nhiên, họ không hoàn toàn tin tưởng rằng người Anh có thể dễ dàng đánh bại Miến Điện. Vì vậy, thay vì tham gia ngay lập tức, họ chọn giữ thái độ dè dặt và chờ đợi. Chính sách của Ayutthaya là đứng ngoài cuộc chiến, quan sát tình hình, và chỉ hành động khi Miến Điện thực sự suy yếu hoặc tan rã. Lúc đó, họ sẽ nhanh chóng can thiệp để chiếm giữ những lợi ích có thể đạt được từ sự sụp đổ của Miến Điện.
Người Anh tin rằng sau khi chiếm được Yangon, Miến Điện sẽ nhanh chóng gửi lời cầu hòa. Tuy nhiên, trong trường hợp Miến Điện không đưa ra đề nghị đình chiến, họ dự đoán rằng người Môn và các dân tộc không thuộc người Miến sẽ sẵn sàng hỗ trợ quân đội Anh. Người Anh hy vọng rằng các dân tộc này, đặc biệt là người Môn, sẽ đóng vai trò quan trọng trong việc cung cấp nguồn lực, hậu cần và hướng dẫn cho quân đội Anh tiến sâu vào nội địa Myanmar, giúp họ chiếm được các khu vực chiến lược một cách thuận lợi hơn. Sự kỳ vọng này dựa trên giả định rằng những dân tộc này không hài lòng với sự cai trị từ triều đình Myanmar và sẵn sàng hợp tác với người Anh để thay đổi cục diện.
Quân đội Anh bao gồm 11,000 binh sĩ, trong đó có 5,000 lính châu Âu. Đội quân này rời các cảng khác nhau của Ấn Độ, tập trung tại quần đảo Andaman trước khi tiến đến cảng Yangon. Bên cạnh đội quân chính tấn công Yangon, Anh cũng triển khai các lực lượng khác để thực hiện các chiến dịch đồng thời:
- Một đội quân được phái đến Assam, Manipur, và Rakhine để tấn công và đẩy lùi quân đội Miến Điện tại những khu vực này.
- Một hạm đội hải quân riêng được gửi đến Tenasserim (Tanintharyi) nhằm chiếm giữ vùng này và kiểm soát khu vực ven biển.

Những chiến dịch này được thiết kế nhằm phân tán lực lượng Miến Điện, tạo áp lực trên nhiều mặt trận và đảm bảo thành công chiến dịch tổng thể.

### Kế hoạch Miến Điện
Tổng tư lệnh quân đội Miến Điện, Maha Bandula, đã tập hợp 12 đội quân tinh nhuệ, bao gồm cả lực lượng thân cận của ông, với tổng cộng 10,000 binh sĩ và 500 con ngựa. Trong số các cố vấn quân đội có những quân nhân xuất sắc nhất, như lãnh chúa vùng Salay, và các quan cai trị vùng Danyawaddy, Wuntho và Taungoo. Kế hoạch của Bandula là tấn công quân Anh trên hai mặt trận: từ phía đông nam bang Rakhine tấn công Chittagong, và từ phía bắc tại các huyện Kachari và Jaintia tiến công Sylhet. Bandula đích thân chỉ huy mặt trận bang Rakhine, trong khi Thado Thiri Maha Uzana chịu trách nhiệm chỉ huy mặt trận tại Kachari và Jaintia.

## Diễn biến

### Mặt trận phía Tây
Trong giai đoạn đầu cuộc chiến, quân đội Miến Điện, vốn đã dày dạn kinh nghiệm chiến đấu trong gần mười năm tại các khu rừng ở bang Manipur và Assam, nơi được coi là "rào cản khó vượt qua đối với các đội quân châu Âu", đã thành công trong việc đẩy lùi quân Anh. Vào tháng 1 năm 1824, Uzana đã đánh bại quân Anh tại các khu vực Kachari và Jaintia. Đến tháng 5 cùng năm, một đội quân Miến Điện do lãnh chúa Myawaddy, U Sa, chỉ huy (khoảng 4,000 người) đã chạm trán quân Anh trên đường tiến về Bengal và giành chiến thắng vào ngày 17 tháng 5 tại Ramu, cách Cox's Bazar khoảng 16 km về phía đông. Sau khi hội quân với Bandula, họ tiếp tục đánh bại quân Anh đóng tại Gadawpalin, sau đó chiếm được Cox's Bazar. Những chiến thắng ban đầu của quân đội Miến Điện đã gây ra sự hoảng loạn tột độ tại Chittagong và Kolkata. Người châu Âu tại Đông Bengal đã tổ chức các lực lượng dân quân, trong khi phần lớn thủy thủ đoàn các tàu thuộc Công ty Đông Ấn đã lên bờ để hỗ trợ phòng thủ Kolkata.
Tuy nhiên, Bandula không muốn phân tán lực lượng, nên đã ra lệnh cho quân U Sa dừng tiến công về phía Chittagong. Tuy nhiên, Bandula không hề hay biết rằng vào thời điểm đó, Chittagong đang ở trong tình trạng phòng thủ yếu kém, và ông đã bỏ lỡ cơ hội tiến quân đến tận dưới chân thành Kolkata. (Miến Điện không thể giành chiến thắng trong cuộc chiến do sự chênh lệch về trang bị, nhưng nếu có thể đe dọa được Kolkata, sẽ có lợi thế lớn hơn trong các cuộc đàm phán hòa bình sau này).

### Bên trong Miến Điện

#### Trận chiến Yangon
Thay vì chiến đấu trên địa hình bất lợi, người Anh quyết định đưa chiến tranh sang lãnh thổ Miến Điện. Vào ngày 11 tháng 5 năm 1824, một hạm đội Anh với hơn 10,000 người (bao gồm 5,000 binh sĩ Anh và hơn 5,000 binh sĩ Ấn Độ) đã tiến vào cảng Yangon, bất ngờ tấn công Miến Điện.
Miến Điện thực hiện chính sách "tiêu thổ", để lại một thành phố trống rỗng, thay vì củng cố phòng tuyến dọc theo cung đường dài 16 km từ đông sang tây bên ngoài thành phố. Quân Anh, do Tướng Archibald Campbell chỉ huy, đã chiếm được khu vực được củng cố xung quanh sân chùa Shwedagon (Chùa Vàng) ở Yangon. Người Anh phát động các cuộc tấn công vào phòng tuyến Miến Điện, và đến tháng 7 năm 1824, họ đã tiến được 8 km từ chùa Shwedagon đến Kamayut. Vào tháng 9, quân Miến Điện cố gắng giành lại chùa Shwedagon, nhưng nỗ lực này đã thất bại.
Vua Bagyidaw ra lệnh rút toàn bộ quân Bandula từ phía Tây bang Rakhine và Bengal, cũng như quân Uzana từ Assam, Kachari và Jaintia để đối phó với kẻ thù đang xuất hiện tại Yangon. Vào tháng 8, Bandula dẫn quân vượt qua dãy núi Arakan trong mùa mưa. Hàng vạn người hành quân trên những dãy núi cao 900 mét ở Arakan hoặc 3000 mét ở Assam, nơi rừng rậm rạp, đường đi hẹp, và thú dữ thường xuyên tấn công. Ngay cả khi thời tiết thuận lợi, việc hành quân cũng không dễ dàng, chứ chưa nói đến mùa mưa dai dẳng, càng làm tăng thêm khó khăn. Tuy nhiên, Bandula và Uzana đã thành công, chứng minh tài năng quân sự và khả năng hậu cần xuất sắc của họ. Vì vậy, quốc vương Bagyidaw đã phong tặng cả hai người danh hiệu quân hàm cao nhất là Agga Maha Thenapati. Bandula cũng trở thành quan cai trị tỉnh Sittaung.
Đến tháng 11, Bandula đã tập hợp được 16,000 quân bên ngoài Yangon. Bandula tin rằng ông có thể đối đầu trực diện với 10,000 quân Anh được trang bị hiện đại. Mặc dù quân đội Miến Điện có ưu thế về số lượng, nhưng chỉ có 8,000 khẩu súng hỏa mai; pháo quân Miến chỉ bắn được đạn đặc, trong khi pháo quân Anh sử dụng đạn nổ. Bandula cũng không biết rằng quân Anh vừa nhận được lô vũ khí mới đầu tiên trong trận chiến này: tên lửa Congreve, loại vũ khí mà quân Miến chưa từng thấy. Nghiêm trọng hơn, cuộc hành quân khẩn cấp qua dãy núi Arakan và Assam đã khiến binh lính kiệt sức.
Ngày 30 tháng 11, Bandula phạm phải sai lầm lớn nhất trong đời khi ra lệnh tiến công trực diện vào các vị trí quân Anh. Sự vượt trội về vũ khí giúp quân Anh giữ vững được vị trí tại pháo đài Shwedagon (Chùa Vàng), đẩy lùi nhiều đợt tiến công từ quân Miến, giết chết hàng ngàn người. Đến ngày 7 tháng 12, quân Anh, với sự hỗ trợ từ tên lửa, bắt đầu giành thế chủ động. Đến ngày 15 tháng 12, quân Miến bị đẩy khỏi cứ điểm cuối cùng tại khu vực Shwedagon. Trong số 16,000 quân ban đầu, chỉ còn lại 7,000 người sống sót.

#### Trận Danubyu
Bandula rút về căn cứ hậu phương tại Danubyu, một thị trấn nhỏ gần Yangon nằm ở vùng châu thổ sông Ayeyarwady. Sau khi mất đi nhiều binh sĩ kỳ cựu trong trận chiến tại Yangon, quân đội Miến Điện giờ đây gồm khoảng 10,000 người, với chất lượng không đồng đều. Trong đó có một số lính tinh nhuệ cấm quân, nhưng phần lớn là lính nghĩa vụ thiếu huấn luyện và vũ trang. Thành lũy được xây dựng bằng gỗ tếch chắc chắn cao ít nhất 4.6 mét, kéo dài dọc theo bờ sông khoảng một dặm.
Vào tháng 3 năm 1825, 4,000 lính Anh, được hỗ trợ bởi một hạm đội tàu chiến nhỏ, tiến công Danubyu. Cuộc tấn công đầu tiên của quân Anh thất bại, trong khi Bandula tổ chức một cuộc phản công với sự tham gia từ bộ binh, kỵ binh, và 17 con voi chiến. Tuy nhiên, voi chiến bị chặn đứng bởi các đợt bắn tên lửa, và kỵ binh không thể hành động dưới làn pháo kích không ngừng từ quân Anh.
Ngày 1 tháng 4, quân Anh phát động một cuộc tấn công quy mô lớn, sử dụng pháo và tên lửa dội bom khắp các vị trí quân Miến Điện. Bandula bị trúng một quả đạn cối và thiệt mạng. Trước đó, ông đã bỏ qua lời cảnh báo từ các tướng lĩnh, mang trên mình huy hiệu, đứng dưới chiếc lọng vàng lộng lẫy và di chuyển giữa các vị trí chiến đấu để khích lệ binh sĩ. Điều này biến ông dễ dàng trở thành mục tiêu cho quân Anh. Sau khi Bandula tử trận, quân Miến Điện rút lui khỏi Danubyu.

### Chiến dịch Arakan
Vào tháng 8 năm 1824, sau khi Bandula dẫn đầu lực lượng chủ lực được triệu hồi để đối phó với quân Anh ở Yangon, U Sa đảm nhận chỉ huy các lực lượng Miến Điện còn lại tại bang Rakhine. Trong khi trọng tâm cuộc chiến dồn vào Yangon, U Sa đã đóng quân ở Rakhine suốt năm 1824.
Tháng 12 năm 1824, sau khi Archibald Campbell đánh bại Bandula trong trận Yangon, quân Anh chuyển sự chú ý sang Rakhine. Ngày 1 tháng 2 năm 1825, dưới sự yểm trợ từ hạm đội tàu chiến ven biển và các tàu tuần dương vũ trang, Tướng Joseph Wanton Morrison dẫn đầu 11,000 quân cùng một trung đội kỵ binh tấn công các vị trí quân Miến Điện ở Rakhine. Dù quân Anh vượt trội cả về quân số lẫn vũ khí, họ cũng phải mất gần hai tháng mới đánh bại được sự kháng cự kiên cường của quân Miến và tiến đến căn cứ chính tại Mrauk-U, thủ phủ Rakhine.
Ngày 29 tháng 3 năm 1825, quân Anh bắt đầu tấn công Mrauk-U (trong khi đó, Campbell đang tiến hành trận chiến tại Danubyu). Sau vài ngày giao tranh, lực lượng Miến Điện tại Mrauk-U bị đánh bại vào ngày 1 tháng 4. Trùng hợp thay, đó cũng là ngày Bandula tử trận ở Danubyu. U Sa dẫn đầu các binh sĩ còn lại rút khỏi Rakhine, để lại toàn bộ khu vực này cho quân Anh kiểm soát.

### Đình chiến
Ngày 17 tháng 9 năm 1825, hai bên thỏa thuận đình chiến trong một tháng. Trong suốt mùa hè, Tướng Joseph Wanton Morrison đã chinh phục được Rakhine; ở phía Bắc, quân Miến Điện bị đẩy khỏi Assam; tại Kachari, quân Anh cũng đạt được một số tiến triển, nhưng những cánh rừng rậm rạp cuối cùng buộc họ phải dừng bước.
Vào tháng 9, hai quốc gia bắt đầu đàm phán hòa bình. Anh Quốc yêu cầu Miến Điện phải nhượng ít nhất các vùng lãnh thổ phía Tây, bao gồm bang Rakhine, bang Assam, bang Manipur và khu vực Tanintharyi, cùng với khoản bồi thường 2 triệu bảng Anh. Tuy nhiên, Miến Điện từ chối nhượng lại bang Rakhine và khoản bồi thường lớn này. Cuộc đàm phán do đó đã đổ vỡ vào đầu tháng 10.

### Trận Prome
Vào tháng 11 năm 1825, Miến Điện quyết định đánh cược toàn bộ trong một nỗ lực cuối cùng. Từ giữa tháng 11, quân Miến Điện, chủ yếu gồm các binh đoàn người Shan dưới sự chỉ huy của các Sawbwa (lãnh chúa Shan), đã dũng cảm tiến quân theo hình vòng cung, gần như bao vây được thị trấn Prome (nay là Pyay) và cắt đứt liên lạc giữa thị trấn này với Yangon.
Tuy nhiên, quân Anh với ưu thế vượt trội về hỏa lực pháo binh và tên lửa đã chiếm ưu thế. Ngày 1 tháng 12, Tướng Archibald Campbell chỉ huy 2,500 lính châu Âu và 1,500 lính Ấn Độ, được yểm trợ bởi hạm đội tàu chiến, tấn công vào các vị trí chủ lực quân Miến Điện bên ngoài Prome. Ngày 2 tháng 12, chỉ huy quân Miến, Maha Ne Myo, bị trúng mảnh đạn và tử trận. Sau khi ông tử trận, quân Anh đã đánh bại hoàn toàn quân Miến vào ngày 5 tháng 12.
Sau thất bại tại Prome, quân Miến Điện nhanh chóng suy sụp và liên tục bại trận. Đến ngày 26 tháng 12, giương cờ đình chiến đến trại quân Anh. Các cuộc đàm phán hòa bình bắt đầu, nhưng Miến Điện chỉ có thể đạt được hòa bình nếu chấp nhận các điều khoản của Anh. Đến tháng 2 năm 1826, Miến Điện buộc phải ký kết Hiệp ước Yandabo, chấm dứt chiến tranh.

## Hiệp ước Yandabo

Bản đồ lãnh thổ Miến Điện sau Hiệp ước Yandabo. Vùng màu xanh được nhượng lại cho Công ty Đông Ấn.

Miến Điện đã đồng ý với các yêu cầu của Anh Quốc như sau:
1. Nhượng lại các vùng lãnh thổ gồm Assam, Manipur, Rakhine (Arakan), và phần phía Nam sông Salween của vùng Taninthayi cho Anh Quốc.
2. Chấm dứt mọi sự can thiệp vào Kachari và Jaintia.
3. Trả khoản bồi thường 1 triệu bảng Anh, chia làm 4 đợt.
4. Cho phép hai bên cử đại diện ngoại giao thường trú tại nhau.
5. Ký kết hiệp định thương mại vào thời điểm thích hợp.
6. Khoản bồi thường được chia thành các giai đoạn: Đợt đầu tiên được thanh toán ngay lập tức. Đợt thứ hai phải được trả trong vòng 100 ngày sau khi ký hiệp ước. Hai đợt còn lại sẽ được thanh toán trong vòng hai năm. Trước khi hoàn tất khoản bồi thường đợt thứ hai, quân đội Anh sẽ không rút khỏi Yangon.

Ngày 24 tháng 2 năm 1826, Hiệp ước Yandabo được ký kết giữa đại diện Anh, Tướng Archibald Campbell, và đại diện Miến Điện, Thống đốc Maha Min Hla Kyaw Htin của Legaing (nay thuộc khu vực Minbu).
Miến Điện đã thanh toán đợt đầu tiên trị giá 250,000 bảng Anh bằng vàng và bạc thỏi, đồng thời thả toàn bộ tù binh chiến tranh Anh. Cuộc chiến chính thức kết thúc, quân đội Anh rút lui về phía Nam. Tuy nhiên, quân Anh vẫn đóng quân tại các vùng lãnh thổ Miến Điện nhượng lại và khu vực Yangon, nơi đã bị chiếm đóng trong nhiều năm, để đảm bảo Miến Điện thực hiện các cam kết thanh toán theo hiệp ước.

## Hậu quả

### Đế chế Anh
Mặc dù là một chiến thắng, quân Anh hứng chịu tổn thất tới hơn 15.000 quân, chủ yếu là binh lính Ấn Độ thuộc Anh, và gây ra phí tổn nghiêm trọng, lên tới 13 triệu Bảng sterling. Vì kết cục đó, mà ngân hàng Bengal và một số cục kinh tế lớn của Anh tại Ấn Độ đã gần như rơi vào phá sản năm 1833, gây ra tổn thất lớn về thương mại với nhà Thanh Trung Quốc bấy giờ. Đó là cơ sở để Anh sau này tiến hành Chiến tranh nha phiến để giải quyết chiến phí nặng nề của nước này.
Về sau, Anh tiến hành hai cuộc chiến nữa với phí tổn ít ỏi hơn hẳn so với cuộc chiến ban đầu.

### Miến Điện
Cuộc chiến có tác động cực kỳ tai hại cho Miến Điện về sau. Đây chính là một thảm họa quân sự chưa từng thấy của vương triều khi nó bào mòn dần ngân quỹ và kinh tế, tài chính Miến Điện. Cả một thế hệ trai tráng nổi tiếng là hùng dũng trong một đội quân xây dựng từ 75 năm chiến tranh chinh phạt thành công, đã hoàn toàn bị xóa sổ. Đã vậy, Miến Điện lại còn phải trả cho Anh khoản chi phí lên tới 1 triệu Bảng sterling, vốn là khoản tiền cực lớn ở châu Âu đương thời. Trong khi đó, việc phải chấp nhận phái đoàn Anh ở Ava còn bị xem là quốc nhục của nước này.